# Gorjatschewodski
Gorjatschewodski (russisch Горячево́дский) ist eine Siedlung städtischen Typs in der nordkaukasischen Region Stawropol mit 36.967 Einwohnern (Stand 14. Oktober 2010).

## Geografie
Die Siedlung liegt am Nordrand des Großen Kaukasus etwa 200 Kilometer südöstlich der Regionshauptstadt Stawropol am rechten Ufer des Podkumok, eines rechten Nebenflusses der Kuma. Von rechts mündet die die Siedlung durchfließende Juza in den Podkumok.
Gorjatschewodski ist der Verwaltung der Stadt Pjatigorsk unterstellt, an welche es direkt südöstlich anschließt. Unmittelbar westlich erstreckt sich am gleichen Flussufer die ebenfalls zu Pjatigorsk gehörende Siedlung Swobody. Nördlich erhebt sich der 993 Meter hohe Berg Maschuk.
Gorjatschewodski ist der bevölkerungsreichste Ort Russland mit Status Siedlung städtischen Typs.

## Geschichte
1966 erhielt der Ort den Status einer Siedlung städtischen Typs.
Der Name der Siedlung wurde vom russischen gorjatschije wody für heiße (Heil-)Wässer abgeleitet und bezieht sich auf die Heilquellen der Gegend. Auch der ursprüngliche Name der Stadt Pjatigorsk lautete bis 1830 Gorjatschewodsk. 

### Bevölkerungsentwicklung
| Jahr | Einwohner |
| ---- | --------- |
| 1939 | 14.089    |
| 1970 | 27.189    |
| 1979 | 28.729    |
| 1989 | 29.706    |
| 2002 | 34.456    |
| 2010 | 36.967    |

Anmerkung: Volkszählungsdaten

## Wirtschaft und Infrastruktur
In Gorjatschewodski gibt es Betriebe des Maschinenbaus und der Lebensmittelindustrie.
Gorjatschewodski liegt an der Fernstraße M29 Rostow am Don–aserbaidschanische Grenze (Umgehungsstraße nordöstlich um Pjatigorsk und Ortsteile).
Nach Gorjatschewodsk führt eine Strecke der Pjatigorsker Straßenbahn.